# سندرم آلزاندرینی
سندرم آلزاندرینی به انگلیسی: Alezzandrini syndrome نوعی سندرم بسیار نادر است که با رتینیت دژنراتیو یک طرفه تشخیص داده می‌شود و پس از چند ماه، ویتیلیگو روی صورت و فلج اطفال را در همان طرف به دنبال دارد.احتمال ایجاد ناشنوایی نیز وجود دارد.